# Ústí nad Labem
Ústí nad Labem (Aussig en alemany) és una ciutat de la República Txeca d'uns 93.000 habitants, a la riba del riu Elba. És la capital del districte i de la regió que porten el mateix nom, i té l'estatus de ciutat estatutària. És un centre industrial important, un port fluvial actiu i un nus de comunicacions ferroviàries.
El nom d'Ústí nad Labem està format per la forma Ústí, del txec antic, que significa "desembocadura d'un riu", i Labe (el riu Elba). Literalment, doncs, significa "desembocadura a l'Elba", que fa referència a la confluència entre el riu Bilina i l'Elba, que es produeix en aquest punt. Habitualment, però, s'utilitza el nom escurçat d'Ústí.